# Lista serrata
Lista serrata (лат.) — вид бабочек-огнёвок рода Lista из подсемейства Epipaschiinae.

## Распространение
Китай (Yunnan).

## Описание
Бабочки средних размеров. Размах крыльев около 2 см. Этот вид похож на L. sichuanensis по мужским гениталиям, но его можно отличить по саккулюсу с субтреугольным зубчатым отростком на внешнем крае и срединной пластиной, закругленной по внешнему краю, и фаллус равен вентральному краю вальвы, а корнутус отсутствует; у L. sichuanensis дорсальный отросток шиповидного саккулюса гладкий по внешнему краю, срединная пластинка усечена по внешнему краю, а фаллус составляет около 4/5 длины вентрального края вальвы и имеет один корнутус. Голова желтовато-белая. Грудь и тегулы жёлтые, с примесью синего и чёрного. Переднее крыло с базальными 3/4 бледно-розовыми с примесью жёлтого и чёрного; дистальное поле бледно-бурое, залито чёрными чешуйками, с белыми полосками вдоль жилок.  Лабиальные щупики вздернуты вверх.

## Таксономия
Вид был впервые описан в 2021 году китайскими энтомологами Hou-Hun Li и Hua Rong (Китай). Таксон близок к виду Lista sichuanensis.